# ۴۰۲ (میلادی)
۴۰۲ (میلادی) چهارصد  و دومین سال تقویم میلادی است.

## درگذشتگان
‎